# Jean Deville (peintre)
Pour les articles homonymes, voir Deville.
Ne doit pas être confondu avec Jean Deville.
Jean Deville, né à Lyon le 27 novembre 1872 et mort à Paris le 2 juillet 1951, est un peintre français.

## Biographie
Élève de Jules Frédéric Le Goff, disciple de Maximilien Luce, il expose à Lyon dès 1893 et présente à la Rétrospective du Salon des indépendants de 1926 les toiles Nature morte à l'éventail, Japonaiseries, Vue sur Morangle, Le Plateau du Fresnoy, Le Yucca et Journée orageuse. Il prend part aussi aux Indépendants en 1928 et 1929. Au Salon d'automne de 1928, il expose les toiles L'Ile verte et Montée de Volvent. 